# KSV Roeselare
Koninklijke Sport Vereniging Roeselare (normalt bare kendt som KSV Roeselare) er en belgisk fodboldklub fra byen Roeselare i Vestflandern. Klubben spiller i landets bedste liga, Jupiler League, og har hjemmebane på Schiervelde Stadion. Klubben blev grundlagt i 1921. 
Danske Benny Nielsen trænede klubbens førstehold i 1991.